# Cantó de Begla
El cantó de Begla és un cantó francès del departament de la Gironda, situat al districte de Bordeus. Compta amb el municipi de Begla.

## Història
| Data d'elecció                           | Identitat          | Partit | Qualitat |
| ---------------------------------------- | ------------------ | ------ | -------- |
| 1973-1985                                | Claude Scipion     | PCF    |          |
| 1985-                                    | Jean-Jacques Paris | PCF    |          |
| les dades anteriors no són pas conegudes |                    |        |          |
|                                          |                    |        |          |

## Demografia
| 1962   | 1968   | 1975   | 1982   | 1990   | 1999   | 2006   |
| ------ | ------ | ------ | ------ | ------ | ------ | ------ |
| 24.388 | 27.330 | 25.680 | 23.318 | 22.604 | 22.475 | 24.417 |